# Anders Rothstein
Anders Rothstein, född 18 oktober 1698 i Alingsås, död 24 eller 25 november 1772 i Stockholm, var en svensk handelsman, skeppsredare, rådman och riksdagsman.
Rothstein gick i skola i Alingsås till 1710 då hans bägge föräldrar avlidit, varefter han skickades till Göteborg en tid i handelslära. År 1714 anlände han Stockholm och tog anställning som bodbetjänt hos linkrämaren Olof Höckert. Han erhöll burskap som linkrämare 1730 och inledde därmed en expansiv handelsrörelse invid Skeppsbron i Stockholm. Han arrenderade Långängens gård under Djursholms gods 1753–1758. Sedermera blev han delägare i Stora skeppsvarvet, ett flertal fartyg, Sjöassuranskompaniet, Fiskerikompaniet, Ostindiska kompaniet och brunnshus på Djurgården samt var från 1758 ägare av hus nr 31 och Ankargården i kvarteret Glasbruket nedre vid Stadsgården i Stockholm, det så kallade Rothsteinska huset.
Rothstein var även korpral, adjutant och slutligen kornett vid borgerskapets kavalleri, varifrån han erhöll avsked 1751.
År 1733 skänkte Rothstein sin tomt i Alingsås till Alingsås stad för bygge av ny skola och var 1742 en av initiativtagarna till Stockholms stads brandförsäkringskontor. År 1743 utsågs Rothstein av Stockholms magistrat att som stadens representant möta och inkvartera dalkarlarna som antågade Stockholm för det som skulle utvecklas till Stora daldansen. Rothstein blev rådman i Stockholm den 26 mars 1751, ledamot av politiekollegium samma år, ledamot av handelskollegium 1758 och av ämbets- och byggningskollegium 1771. Han var en av borgerskapets 48 äldste.  Vidare var han en av stadens fullmäktige vid riksdagarna 1751–1752 och 1760–1762 samt borgarståndets fullmäktige vid Riksens ständers manufakturkontor 1752–1766 samt fullmäktig i Sekreta utskottet från 1761. Han utvaldes att representera borgarståndet vid Fredrik I:s begravning 1751 samt vid prinsarnas examen 1762. Rothstein var anhängare av hattpartiet. 
Anders Rothstein begravdes i Storkyrkan i Stockholm under ringning i stadens alla kyrkklockor.
I sitt äktenskap med Catharina Margaretha Höckert (1711–1763) hade Rothstein sex barn som nådde vuxen ålder, varav en son upphöjdes i tysk-romerskt riksadligt stånd med namnet von Rothstein.